# Montreal Telegraph Company

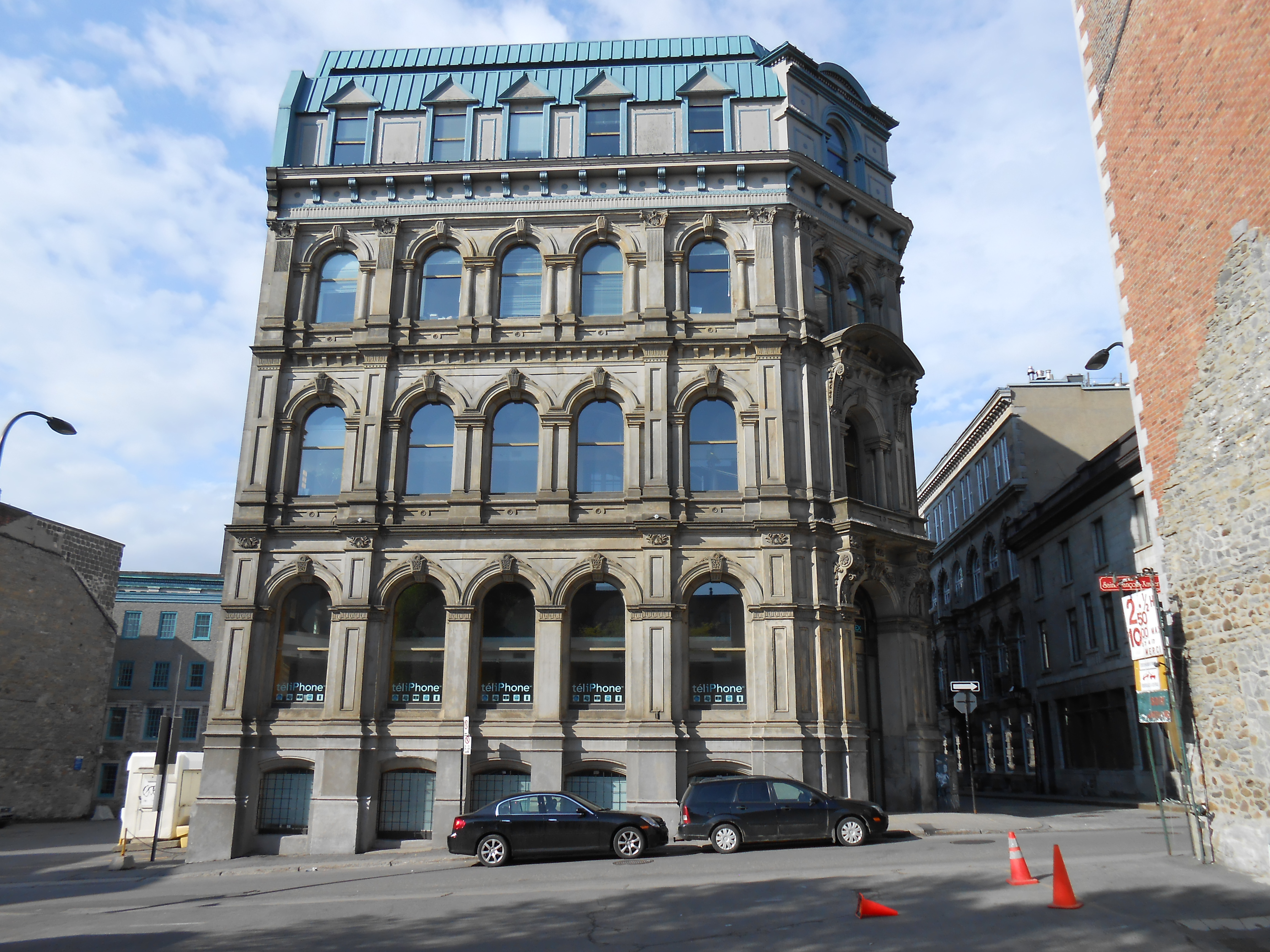
Gebäude der ehemaligen Montreal Telegraph Co.

Die Montreal Telegraph Company (MTC), deutsch „Montrealer Telegrafengesellschaft“, war ein in der Mitte des 19. Jahrhunderts bestehendes kanadisches Kabelunternehmen.

## Geschichte
Sie gehörte weltweit zu den ersten Telegrafengesellschaften und war in den 1840er- und 1850er-Jahren, also in der Anfangszeit der elektrischen Telegrafie, unter der Leitung von zunächst Orrin Wood (1817–1909) und ab 1852 unter Hugh Allan (1810–1882), Kanadas bedeutendste Firma auf diesem Gebiet. Sie errichtete Telegrafenlinien im Ballungsraum um Montreal zu anderen kanadischen Städten wie Ottawa, Toronto und Quebec, später auch bis nach Sackville (New Brunswick) weit im Osten des Landes. Auch einige Großstädte jenseits der Grenze zu den Vereinigten Staaten wurden an das kanadische Netz angeschlossen. Dazu gehörten Detroit, Buffalo und Portland.
Im Jahr 1868 geriet sie in direkte Konkurrenz zur neu gegründeten Dominion Telegraph Company. Es kam zu Preiskämpfen und 1881 wurde sie von der US‑amerikanischen Western Union Telegraph Company übernommen.